# 后里張天機宅
后里張天機宅，是位於臺灣臺中市后里區墩南里的宅邸建築，現為臺中市市定古蹟。

## 沿革
張天機宅興建於臺灣日治時期昭和6年（1931年），是當時后里庄長張堪為增進城鎮繁榮，與與居住於東勢一帶的張氏家族以墩仔腳枋寮的個人土地交換興建新居，其宅第創立者張天機（1877-1948）的主要職業則為貸地業，曾被選任為地方公職，保正、庄協議員、公共埤圳議員等。
昭和10年（1935年）4月21日，臺灣中部一帶發生大地震，導致張天機宅部份結構破損，後在1999年之921大地震中亦有小部分受損。因建築物保存完整，以及具有文化意義，后里張天機宅於2008年7月30日經臺中縣政府公告指定為縣定古蹟，後於縣、市合併升格為直轄市，改列為台中市市定古蹟。
2011年，因地震影響導致屋瓦錯位破損漏、木料腐朽損壞、造成建物傾斜具有部份坍塌之風險，臺中市文化局受委託進行保護鋼棚架工程，後在2017年8月，文化局進行修復，針對對於腐朽的木構件進行抽換、結構補強工程，整體工事約在2019年底完成，並將建物移交所有權人「台中市后里張天機促進會」管理維護。
目前因張家子孫仍居住於此，建築物僅開放部分空間供預約參觀。

## 建築設計
張天機宅為屬於高規格的私人宅第，其宅邸為二進七開間三護龍配置，建築樣式屬「閩洋折衷」風格，因此在設計上集結了臺、和、洋式混合的風格，第一進為西式立面及柱廊，過去作為招待仕紳與日本官商的空間，第二進「受書第」則採閩南風格構成，主要作為張家人平時生活的住宿空間、神明廳使用，庭前設有半月池。周圍土地則設有花園、水池與果園，總佔地面積約為三千坪。
此外庭院內迴廊分別有嵌著「騰蛟」、「起鳳」、「蘭馨」、「桂馥」、「竹苞」、「魚躍」、「飛鳶」等七座門楣。
在室內特徵上則受到洋式建築構造影響，設有天花板連通各室夾層，其功能以儲物為主。日式風格則主要出現在臥室空間，此外正廳兩側與上方設有出身臺中石岡的彩繪工藝師。劉沛然（署名石莊）所作的彩繪玻璃，正廳上方屋架中脊採用上下雙桁，並設有大量以洗石子裝飾風格的家具，包括石椅、洗手台等，另二樓處設有「假樓仔」裝飾，另外建築裝飾有西式精緻門樓、瓦衫外牆，並保存屋脊的手工燒花磚等。

## 外部連結
- 后里張天機宅 臺中市文化資產處 （页面存档备份，存于）